# Анархизм в Португалии

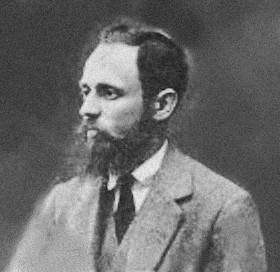
Нену Вашку (1878—1920)

Анархистское движение существует в Португалии с 70-х годов XIX века. Первая португальская партия, носившая название социалистической, образовалась в 1875 году под сильным влиянием анархизма и прудонизма, а синдикализм доминировал в рабочем движении вплоть до 1934 года, когда была подавлена всеобщая забастовка против запрета независимых профсоюзов.

## История
Идеи Прудона (португальский перевод «О федеративном принципе» был издан в 1874) оказали влияние на творчество ди Кентала и Эсы ди Кейроша. В Первом интернационале Португалию представлял сторонник Петра Кропоткина врач Эдуардо Маия. Прудонисты и другие анархисты на разных этапах пользовались влиянием в Португальской социалистической партии, основанной в 1875 году.
Усиление позиций социалистического движения имело свои предпосылки — опыт народно-освободительной борьбы в эпоху Наполеона, буржуазной революции, крестьянских восстаний XIX века, отставание экономического развития страны, её превращение в сателлита Великобритании.
Традиционная дата основания анархического движения в Португалии — 1886 год, когда географ Элизе Реклю посетил Порту и Лиссабон и встретился с представителями португальской интеллигенции. В том же году был основан комитет и начат выпуск газеты «A Centelha» («Искра»), появился первый португальский перевод трудов Кропоткина. Всего в конце XIX века португальские анархисты издавали более двадцати периодических изданий, большинство из которых существовали недолго. В 1896 г. вышла книга Сильвы Мендеша «Либертарный социализм, или анархизм».
Начиная с 1890 года многие анархисты перебирались в Бразилию. Среди них были художник Константину Пачеку, переводчик «Интернационала» Нену Вашку и другие.
Анархисты подозревались в причастности к цареубийству 1908 года, однако сами её отрицали. Тем не менее, они поддержали буржуазную революцию и продолжали свою деятельность в 1910-1920-е годы. Известность приобрели пацифистский журнал «A Aurora» («Аврора»), протестовавший против Первой мировой войны и издание «A Batalha» («Бой»), основанное в 1919 г. «Всеобщей конфедерацией труда». Португальцы принимали участие в создании Федерации анархистов Иберии. 
Португальская коммунистическая партия, в отличие от большинства европейских компартий (образовавшихся из революционного крыла социал-демократических партий Второго интернационала), по большей части происходила из среды анархо-синдикалистского движения, традиционно сильного на Пиренейском полуострове. 
Во время диктатуры анархистские группы преследовались, особенно после неудачного покушения на Салазара, совершённого в 1937 г. Эмидио Сантаной.
После «Революции гвоздик» наблюдается некоторое возрождение анархистского движения, впрочем, пока довольно малочисленного. Выпускается несколько периодических изданий, проводятся пикеты и демонстрации (в частности, местной секцией Международной ассоциации трудящихся).